# 어맨다 리플리
어맨다 "에이미" 리플리(영어: Amanda "Amy" Ripley)는 영화 에이리언 시리즈의 등장인물이며, 영화 본편의 주인공 엘런 리플리의 딸이자 2014년 게임판 《에일리언: 아이솔레이션》의 주인공이다. 성우는 앤드리아 덱이 맡았다. 엘런 리플리가 탈출한 직후 본인도 냉동 인간이 되어버린다.